# Lijst van rijksmonumenten in Oudeschild
De plaats Oudeschild telt 29 inschrijvingen in het rijksmonumentenregister. Hieronder een overzicht.
| Object | Oorspronkelijke functie?  | Bouwjaar                     | Architect | Locatie              | Coördinaten?                 | Nr.?    | Afbeelding |
| --- | ------------------------- | ---------------------------- | --------- | -------------------- | ---------------------------- | ------- | --- |
| In het moderne huis Braakenstein, dat zelf niet op de lijst wordt geplaatst, twee betimmeringen, een onlangs teruggebracht uit een huis aan de Weversstraat, de andere bevindt zich in Groeneplaats 14 Den Burg en 2 tuinbeelden Ceris en Neptunus op Diek 11a Den Hoorn | Onderdeel woningen e.d.   |                              |           | Skillepaadje 18      | 53° 2' 23" NB, 4° 49' 51" OL | 35153   | Meer afbeeldingen |
| Met riet gedekte stolphoeve | Boerderij                 |                              |           | Doolhof 3            | 53° 2' 31" NB, 4° 49' 46" OL | 35154   | Meer afbeeldingen |
| Mooi gelegen stolpboerderij met kort voorhuis en lage (moderne) uitbouw aan aangrenzende zijde. Vensters met roeden | Boerderij                 |                              |           | Doolhof 4            | 53° 2' 32" NB, 4° 49' 44" OL | 35155   | Meer afbeeldingen |
| Fort de Schans | Open verdedigingswerk     | ca. 1574                     |           | Schansweg 30         | 53° 1' 54" NB, 4° 49' 41" OL | 35156   | Meer afbeeldingen |
| Korenmolen De Traanroeier | Industrie- en poldermolen | 1902                         |           | Barentszstraat 23    | 53° 2' 19" NB, 4° 50' 54" OL | 35157   | Meer afbeeldingen |
| Zeer klein vissershuisje met gaaf houten voorschot | Woonhuis                  |                              |           | De Ruyterstraat 135  | 53° 1' 58" NB, 4° 50' 27" OL | 35158   | Zeer klein vissershuisje met gaaf houten voorschot                                                                                                   |
| Zeer klein vissershuisje met gaaf houten voorschot | Woonhuis                  |                              |           | De Ruyterstraat 135  | 53° 1' 58" NB, 4° 50' 27" OL | 35159   | Zeer klein vissershuisje met gaaf houten voorschot                                                                                                   |
| Hoekpand aan voorzijde van de gedempte havenkom met goed gedetailleerd houten voorschot. Bij dit pand behoort houten schuur met tuinpoortje erachter | Woonhuis                  |                              |           | De Ruyterstraat 117A | 53° 2' 1" NB, 4° 50' 31" OL  | 35160   | Hoekpand aan voorzijde van de gedempte havenkom met goed gedetailleerd houten voorschot. Bij dit pand behoort houten schuur met tuinpoortje erachter |
| Pandje met goed houten voorschot | Woonhuis                  |                              |           | De Ruyterstraat 110  | 53° 2' 2" NB, 4° 50' 32" OL  | 35161   | Pandje met goed houten voorschot |
| Pandje met eenvoudig houten voorschot. Geen bijzondere details | Woonhuis                  |                              |           | De Ruyterstraat 101  | 53° 2' 2" NB, 4° 50' 35" OL  | 35162   | Pandje met eenvoudig houten voorschot. Geen bijzondere details                                                                                       |
| Pandje met eenvoudig houten voorschot | Woonhuis                  |                              |           | De Ruyterstraat 91   | 53° 2' 2" NB, 4° 50' 39" OL  | 35163   | Pandje met eenvoudig houten voorschot |
| Pandje met eenvoudige houten voorschot | Woonhuis                  |                              |           | De Ruyterstraat 90   | 53° 2' 2" NB, 4° 50' 39" OL  | 35164   | Pandje met eenvoudige houten voorschot |
| Groot pand met afgeknot ingezwenkt houten voorschot | Woonhuis                  |                              |           | De Ruyterstraat 85   | 53° 2' 2" NB, 4° 50' 41" OL  | 35165   | Groot pand met afgeknot ingezwenkt houten voorschot                                                                                                  |
| Pandje met eenvoudige houten top. Vensters met 6 en 9 ruiten | Woonhuis                  |                              |           | De Ruyterstraat 49   | 53° 2' 8" NB, 4° 50' 51" OL  | 35166   | Pandje met eenvoudige houten top. Vensters met 6 en 9 ruiten                                                                                         |
| Pandje met ingezwenkte houten top | Woonhuis                  |                              |           | De Ruyterstraat 46   | 53° 2' 9" NB, 4° 50' 51" OL  | 35167   | Meer afbeeldingen |
| Pandje met houten voorschot met goede details; vensters met roedenverdeling | Woonhuis                  |                              |           | De Ruyterstraat 45   | 53° 2' 9" NB, 4° 50' 51" OL  | 35168   | Pandje met houten voorschot met goede details; vensters met roedenverdeling                                                                          |
| Pandje met houten voorschot en goede aanzet-en topdetails. Aardig bovenlicht; topvenster met roeden | Woonhuis                  |                              |           | De Ruyterstraat 35   | 53° 2' 11" NB, 4° 50' 53" OL | 35169   | Pandje met houten voorschot en goede aanzet-en topdetails. Aardig bovenlicht; topvenster met roeden                                                  |
| Zeemanskerk | Kerk en kerkonderdeel     | 1648-1650 1740 (uitbreiding) |           | Trompstraat 60       | 53° 2' 5" NB, 4° 50' 41" OL  | 35170   | Meer afbeeldingen |
| Pand met ingezwenkte witte gevel onder afgewolfd zadeldak | Woonhuis                  |                              |           | Het Buurtje 5        | 53° 2' 2" NB, 4° 50' 29" OL  | 35171   | Pand met ingezwenkte witte gevel onder afgewolfd zadeldak                                                                                            |
| Pand met ingezwenkte witte gevel onder afgewolfd zadeldak. Buurtje 3 is het achterhuis van nummer 5 | Woonhuis                  |                              |           | Het Buurtje 3        | 53° 2' 2" NB, 4° 50' 28" OL  | 35172   | Upload foto |
| Langgerekte schuur | Boerderij                 | wellicht vroeg 20e eeuw      |           | Barentszstraat 13    | 53° 2' 19" NB, 4° 50' 57" OL | 35173   | Meer afbeeldingen |
| Pand opgetrokken zonder verdieping onder langgerekt pannen zadeldak tussen puntgevels met houten top | Woonhuis                  | Wellicht 19e eeuw            |           | Barentszstraat 17    | 53° 2' 19" NB, 4° 50' 56" OL | 35174   | Pand opgetrokken zonder verdieping onder langgerekt pannen zadeldak tussen puntgevels met houten top                                                 |
| Wierschuur | Boerderij                 | Wellicht 19e eeuw            |           | Barentszstraat 19    | 53° 2' 20" NB, 4° 50' 54" OL | 35175   | Meer afbeeldingen |
| Twee inwendig verheelde als graanpakhuizen gebouwde panden, opgetrokken in baksteen | Opslag                    | 19 of begin 20e eeuw         |           | Barentszstraat 21    | 53° 2' 20" NB, 4° 50' 55" OL | 35176   | Meer afbeeldingen |
| Fraai in landschap gelegen boet. Halve rieten kap. In 2020 uitgeschreven uit het monumentenregister | Boerderij                 |                              |           | Laagwaalderweg 8     | 53° 2' 38" NB, 4° 51' 3" OL  | (35256) | Fraai in landschap gelegen boet. Halve rieten kap. In 2020 uitgeschreven uit het monumentenregister                                                  |
| Boet, gelegen ten oosten van de weg Oudeschild-Waal. Houten gevel en met riet gedekte hoge kap. In 2020 uitgeschreven uit het monumentenregister | Boerderij                 |                              |           | Ottersaat 4          | 53° 2' 53" NB, 4° 51' 21" OL | (35273) | Boet, gelegen ten oosten van de weg Oudeschild-Waal. Houten gevel en met riet gedekte hoge kap. In 2020 uitgeschreven uit het monumentenregister     |
| Achter modern huis gelegen mooie oude boet | Boerderij                 |                              |           | Doolhof 13           | 53° 2' 22" NB, 4° 49' 23" OL | 35277   | Upload foto |
| Terrein met restanten van een schip | Archeologisch monument    | 1638                         |           |                      | 53° 2' 52" NB, 4° 56' 18" OL | 361751  | Terrein met restanten van een schip |
| 't Pakhuus: vrijstaand pakhuis gelegen aan de oude haven van Oudeschild | Opslag                    | 1903                         |           | Haven 8              | 53° 2' 22" NB, 4° 50' 58" OL | 509363  | Meer afbeeldingen |